# Rückenstrichgarnele
Die Rückenstrichgarnele (Neocaridina davidi, Syn.: Neocaridina heteropoda), auch Algengarnele, Invasionsgarnele oder Guppygarnele genannt, ist eine ursprünglich aus Ostchina stammende Süßwassergarnele (Atyidae) aus der Gattung Neocaridina.
Ihre Haltung und Vermehrung in Gefangenschaft ist recht unkompliziert und sie hat, zusammen mit einer unter dem Namen „Red Cherry Garnele“ oder „Red Fire Garnele“ gehandelten roten Farbform, in Europa weite Verbreitung in der Aquaristik gefunden. Da im Handel mehrere Vertreter der Gattungen Neocaridina und Caridina unter der Bezeichnung Rückenstrichgarnele angeboten werden, ist ein Rückschluss auf deren tatsächliche Artzugehörigkeit häufig nicht ohne Weiteres möglich.

## Verbreitung
Über ihren ursprünglichen Lebensraum in Seen sowie kleinen und mittleren Fließgewässern Ostchinas hinaus, kommt die Rückenstrichgarnele inzwischen auch in anderen Teilen Chinas, in Japan, Taiwan und Hawaii vor. Innerhalb Chinas wurde die Art mit Besatzfischen aus dem Tai-See in andere Binnengewässer verbracht, in Hawaii konnte sie sich durch die Freisetzung von ursprünglich als Zierfischfutter angebotenen Exemplaren verbreiten. In Taiwan werden die Tiere ebenfalls als Fischfutter vermehrt. Da sich die Rückenstrichgarnele robust gegenüber niedrigen Wassertemperaturen zeigt, besteht die Gefahr der Auswilderung durch ehemalige Halter auch in Europa.

## Merkmale
Die Färbung der Rückenstrichgarnele ist äußerst variabel und reicht von schwarz, braun, rot, dunkelgrün und hellem Weiß bis hin zur Transparenz. Die Proteine der transparenten Exemplare werden durch den Tod intransparent weiß. Erscheint eine zuvor transparente Garnele leicht milchig, stirbt sie wenig später. Eine Zeichnung ist möglich, aber nicht obligatorisch. Ein dorsaler Längsstrich über dem Abdomen der weiblichen Tiere, wie er hier namensgebend war, ist auch bei vielen anderen Süßwassergarnelen zu finden und stellt kein hinreichendes Artmerkmal dar. Die Rückenstrichgarnele erreicht eine Gesamtlänge bis zu 28,5 Millimeter, wovon bis zu 6,5 Millimeter auf den Carapax entfallen. Männliche Exemplare bleiben meist kleiner und sind weniger füllig als ihre weiblichen Artgenossen. Die Uropodenfalte ist mit zehn bis 21 Dornen besetzt. Bei Männchen beträgt das Verhältnis von Länge und Breite der Endopoditen (paddelartige Äste der Schwimmbeine) am ersten Schwimmbeinpaar etwa 1,2. Die unbezahnte Spitze des Rostrums reicht nicht über das Ende der Antennenbasis hinaus, die Rostrumformel lautet 2-3 + 7-19(14-16) / 1-9.

## Lebensweise
Die friedliche und sehr anpassungsfähige Art ernährt sich von Aufwuchs auf verrottendem Pflanzenmaterial sowie sehr kleinen Wirbellosen und Insektenlarven. Sie pflanzt sich während der wärmeren Jahreszeit fort. Aus den 20 bis 50 etwa 0,55-0,58 × 0,85-1 Millimeter großen Eiern schlüpfen die an eine bodenorientierte Lebensweise angepassten, ca. 3 Millimeter großen Larven, die bereits die Körpergestalt der adulten Tiere haben. Ihr Oberkörper ist zunächst weiß gefärbt und der Unterkörper ist durchsichtig. Nach einigen Tagen beginnen die Tiere leicht umzufärben. Rückenstrichgarnelen haben eine Lebenserwartung von ungefähr 1,5 Jahren.

## Zuchtformen
Vor allem in der Aquaristik haben sich die bereits erwähnte rote (Neocaridina davidi var. red) und eine gelbe Farbform (Neocaridina davidi var. yellow) herausgebildet, die umgangssprachlich als Red Fire oder Yellow Fire bezeichnet werden. Letztere sind im Handel auch oft schlicht unter dem Namen Gelbe Garnele zu finden, erstere auch unter Feuergarnele oder Kirschgarnele. Tiere mit besonders geschlossener, möglichst auch die Extremitäten umfassender Färbung werden als Sakura (rot) oder Neon (gelb) bezeichnet. Das Wort "Sakura" stammt aus dem Japanischen und bedeutet "Kirschblüte" (jap. 桜). 
In jüngerer Zeit findet sich im Handel auch eine orangefarbene Zuchtform unter dem Namen Orange Sakura. Darüber hinaus gibt es Diskussionen über eine Black Sakura, also eine schwarze Zuchtform, von der aber nicht eindeutig ist, ob es sich um einen erbfesten Farbschlag handelt. Weiter werden "Rili Red", "Orange Rili", "Carbon Rili" oder "Rili Blue" - Garnelen angeboten, bei denen es sich ebenfalls um Zuchtformen der Neocaridina davidi handelt: Hier ist die eigentliche Farbgebung der Garnele durch einen blass-weißen Mittelteil unterbrochen. Aus "Rili Blue" wurde eine rein bläuliche Form ausgelesen ("Blue Jelly" bzw. "Full Blue Rili"). Außerdem gibt es einen grünen Farbschlag ("Green Jade").

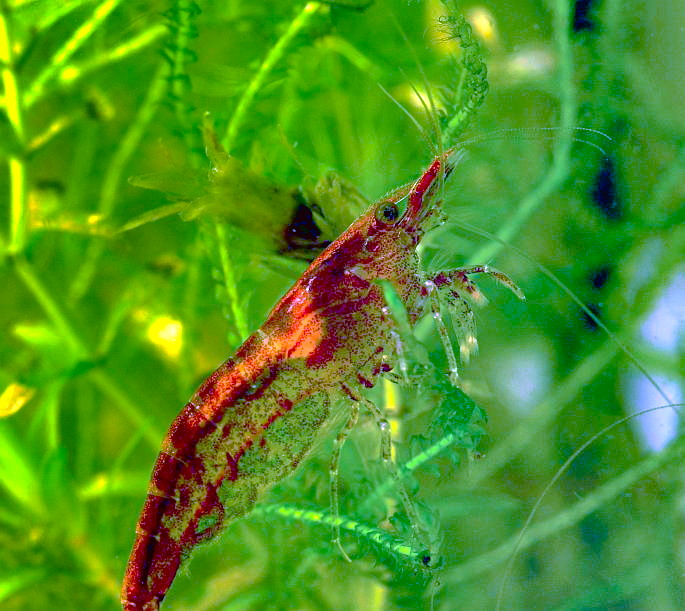
Die als Red-Cherry-Garnele oder Red-Fire-Garnele bezeichnete Farbform
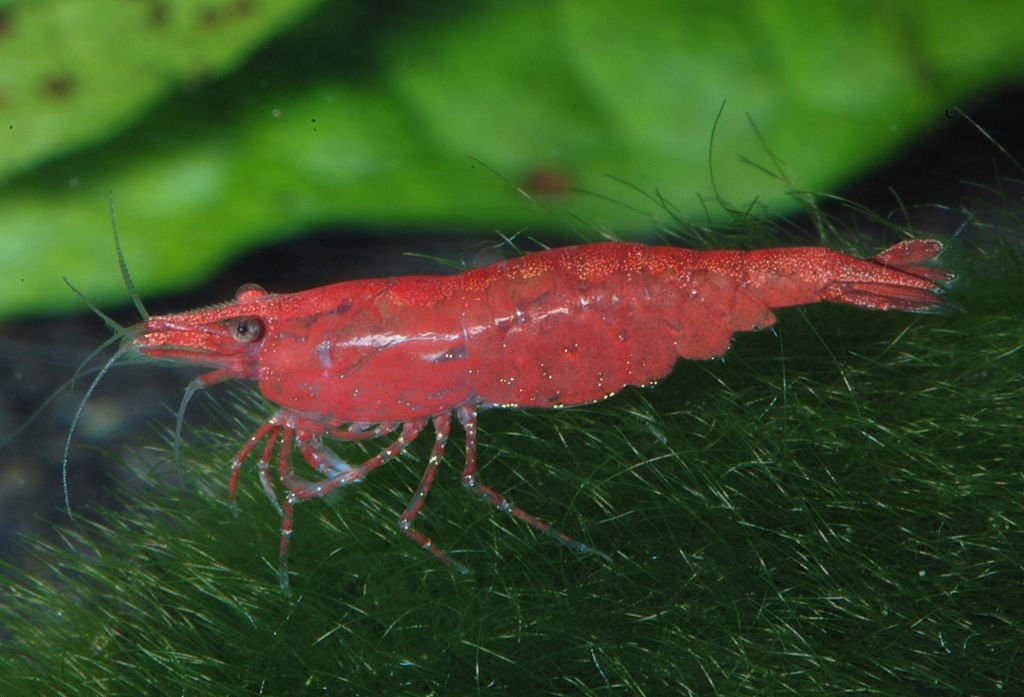
Neocaridina davidi, Farbform Sakura
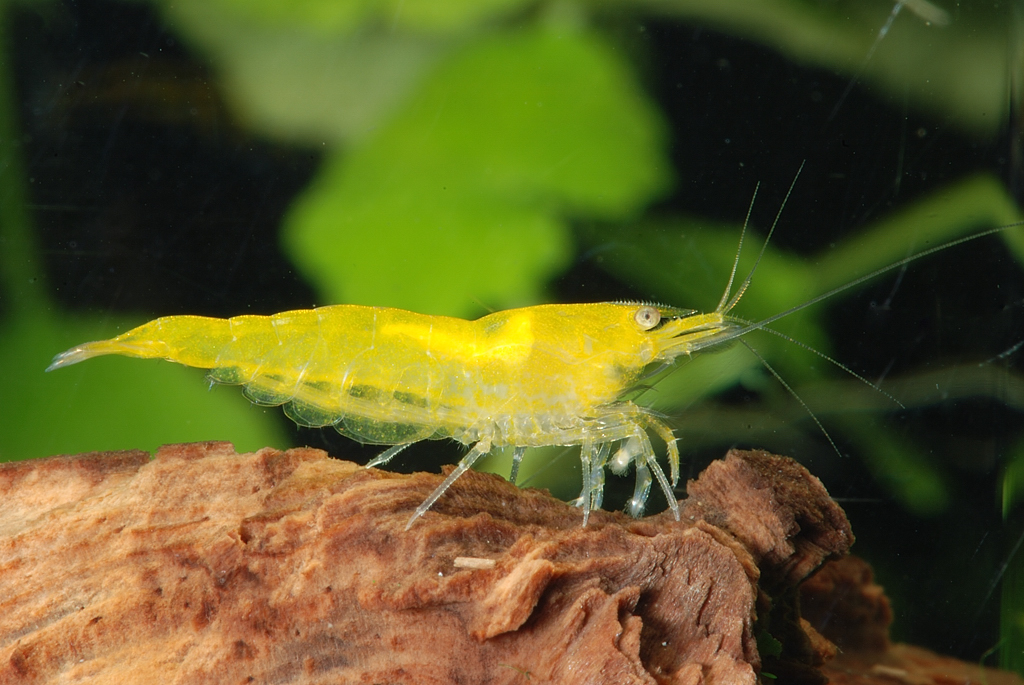
Neocaridina davidi var. yellow